# Bernard de Sariac
Ne doit pas être confondu avec Bernard de Sariac (évêque).
Bernard de Sariac  (né en 1584 et mort le 6 juillet 1656) est un ecclésiastique français qui fut abbé de l'Escaladieu, abbé de Paimpont et  agent général du clergé de France.

## Biographie
Bernard de Sariac est issu d'une ancienne maison d'extraction chevaleresque de la région du Magnoac dans le Pays d'Aure. Il est nommé commendataire de l'abbaye de l'Escaladieu le 30 mai 1616 par bulle pontificale du pape Paul V, il reçoit  l'abbaye de Paimpont en 1624 et en prend possession le 24 juin de la même année et la conserve jusqu'à sa mort. Premier aumônier de Gaston d'Orléans, en mai 1630 il est désigné agent général du clergé de France bien qu'il n'y ait pas d'Assemblée générale du Clergé cette année-là, car le roi avait fait assembler le clergé en 1628 parce que « les besoins de l'État l'obligèrent de demander des secours considérables aux Bénéficiaires français ». Bernard de Sariac est imposé par l'archevêque Bertrand d'Eschaud pour la Province de Tours contre  Louis Odespung de La Meschinière qui avait pourtant obtenu les votes des 3/4 des suffrages de la province ecclésiastique.
Bernard de Sariac introduit la réforme de sainte Geneviève dans son abbaye de Paimpont en 1649, et meurt le 6 juillet 1656 à l'âge de 72 ans. Son neveu et homonyme Bernard de Sariac (mort le 12 octobre 1672) évêque d'Aire à partir de 1659 lui succède à la tête de l'abbaye de l'Escaladieu.